# Повесть о Золушке
Повесть о Золушке (яп. シンデレラ物語) — аниме-сериал о Золушке, первый показ которого прошёл с 4 апреля по 3 октября 1996 года; содержит 26 серий. В России транслируется на телеканалах «Детский мир» и «Мультимания», выпущен на DVD. Сюжет произведения основан на сказке Шарля Перро «Золушка».

## Сюжет
Золушка, маленькая девочка, переживает трагическую смерть своей матери. Её отец вскоре после этого женится на сварливой вдове с двумя дочерьми и однажды уезжает на долгое время по делам в другие края. Мачеха перекладывает свои обязанности по хозяйству на Золушку. Тем не менее девочка не унывает и по-прежнему мечтает стать принцессой, завоевав сердце принца Чарльза. Коварные планы насчёт принца строят и мачеха, одержимая идеей выдать одну из своих дочек замуж, и герцог Зарал, надеющийся захватить власть в Изумрудном замке при помощи своей дочери и придворной дамы Изабель. Меж тем сам принц Чарльз, переодевшись в простую одежду, выбирается из замка в город и встречает там Золушку, не узнавшую его и назвавшую принца Чарльзом врунишкой.

## Персонажи
| Персонажи    | Сэйю             |
| ------------ | ---------------- |
| Золушка      | Мария Кавамура   |
| Чарльз       | Масами Кикути    |
| Палетта      | Юко Мита         |
| Дантон       | Тосико Савада    |
| Катерина     | Кэйко Конно      |
| Жанна        | Акико Мацукума   |
| Ванда        | Цутому Цудзи     |
| Бинго        | Томохиро Цубой   |
| Тютю         | Накадзава Яёи    |
| Герцог Зарал | Кадзухиро Наката |

## Аниме
Премьера сериала состоялась с 4 апреля по 3 октября 1996 года. Производством занималась Tatsunoko Production под руководством режиссёра Хироси Сасагава по сценарию Масааки Сакураи. Сериал транслировался по телеканалу NHK.

#### Список серий
| Список серий | Список серий                                      | Список серий        |
| № серии      | Название                                          | Трансляция в Японии |
| ------------ | ------------------------------------------------- | ------------------- |
| 1            | «Хочу стать прелестной юной леди»                 |                     |
| 2            | «Цветы из моей мечты»                             |                     |
| 3            | «Таинственный юноша»                              |                     |
| 4            | «Мой чудесный принц»                              |                     |
| 5            | «Встреча с мечтой»                                |                     |
| 6            | «Тайна виноградника»                              |                     |
| 7            | «Обманщица гадалка»                               |                     |
| 8            | «Магия улыбки»                                    |                     |
| 9            | «С ним что-то не так…»                            |                     |
| 10           | «Грустный скрипач»                                |                     |
| 11           | «Что бы я сделал ради удивительной истории любви» |                     |
| 12           | «Приятно познакомиться, принц»                    |                     |
| 13           | «Дорогой любви… Изабель убегает прочь»            |                     |
| 14           | «Секрет принца Чарльза»                           |                     |
| 15           | «Два принца»                                      |                     |
| 16           | «Принц и домашнее хозяйство»                      |                     |
| 17           | «Доброта маленького сердца»                       |                     |
| 18           | «Тревожный художник»                              |                     |
| 19           | «Давайте прогоним этих бандитов»                  |                     |
| 20           | «Путешествуя к счастью»                           |                     |
| 21           | «Воспоминание о моей матери»                      |                     |
| 22           | «Золушка в опасности»                             |                     |
| 23           | «Устранить принца!»                               |                     |
| 24           | «Приглашение на бал»                              |                     |
| 25           | «Туфелька счастья»                                |                     |
| 26           | «Счастливая свадьба»                              |                     |